# Pachyolpium arubense
Pachyolpium arubense är en spindeldjursart som beskrevs av Beier 1936. Pachyolpium arubense ingår i släktet Pachyolpium och familjen Olpiidae.

## Underarter
Arten delas in i följande underarter:
- P. a. arubense
- P. a. variabilis